# Benalúa de las Villas
Benalúa de las Villas es una localidad y municipio español situado en la parte occidental de la comarca de Los Montes, en la provincia de Granada, comunidad autónoma de Andalucía. Limita con los municipios de Montillana, Iznalloz y Colomera, incluido un pequeño exclave colomereño en el centro del término municipal de Benalúa de las Villas. Otras localidades cercanas son Venta de Andar y Cauro.

## Toponimia
El nombre procede del árabe "Ibn-al-lupa", que significa «tierra de lobos». Sin embargo hay que notar que la raíz *lup- o *lub- de origen preindoeurpeo, traducida como «fuente» o «agua», fue asociada por homofonía durante la época romana con lobo, "lupus" en latín, como sucede por ejemplo con el topónimo Guadalupe.

## Historia
En el yacimiento Cerro del Cántaro se observa el hallazgo de una muralla y cerámica de la Edad de Bronce. Las labores agrícolas han dado lugar encontrar indicios de una villa romana altoimperial y de una necrópolos visigoda.
Fue conquistada durante la Guerra de Granada en 1486. Fernán Sancho del Cañaveral I Señor de Benalúa, se hace con la jurisdicción y obtiene el mayorazgo Benalúa. Durante el siglo XVI es una zona con una baja densidad de población y las fuentes documentales recogen datos agrupados junto a los de Colomera y Montillana. En Benalúa había labradores que explotaban sus propias tierras con servidumbre concertada por la colonización señorial y también braceros. En 1614 Cristóbal Cañaveral de Córdoba, III Señor de Benalúa, procede a la compra de Benalúa. En 1781 el título pasa con José Miguel de Cañaveral y de Mesía a Condado de Benalúa y de las Villas. La actual superficie del municipio corresponde con la de este antiguo señorío.
En 1847 Pascual Madoz recoge que por este término transitan dos caminos de herradura que son el que va de Jaén a Granada y el que va de Córdoba a Guadix.

## Geografía
Se ubica al pie de una pequeña colina, próximo al río de las Juntas que cruza su término desde Campotéjar en dirección al Colomera, en cuyo pequeño embalse desagua. Su orografía está compuesta por sierras, vegas, ríos y valles.

### Situación
| Noroeste: Montillana         | Norte: Montillana | Noreste: Montillana                   |
| Oeste: Montillana y Colomera | Puntos cardinales | Este: Montillana, Iznalloz y Colomera |
| Suroeste: Colomera           | Sur: Colomera     | Sureste: Colomera                     |

## Demografía
Benalúa de las Villas cuenta con una población de 1021 habitantes (INE 2024).
| Gráfica de evolución demográfica de Benalúa de las Villas entre 1842 y 2021                                         |
| |
| Población de derecho según los censos de población del INE Población de hecho según los censos de población del INE |

## Economía

### Evolución de la deuda viva municipal
| Gráfica de evolución de Deuda viva del Ayuntamiento de Benalúa de las Villas entre 2008 y 2019                                |
| |
| Deuda viva del Ayuntamiento de Benalúa de las Villas en miles de Euros según datos del Ministerio de Hacienda y Ad. Públicas. |

## Administración y política
Los resultados en Benalúa de las Villas de las últimas elecciones municipales, celebradas en mayo de 2023, son:
| Elecciones Municipales - Benalúa de las Villas (2023) | Elecciones Municipales - Benalúa de las Villas (2023) | Elecciones Municipales - Benalúa de las Villas (2023) | Elecciones Municipales - Benalúa de las Villas (2023) | Elecciones Municipales - Benalúa de las Villas (2023) |
| Partido político                                      | Partido político                                      | Votos                                                 | Votos                                                 | Concejales                                            |
| ----------------------------------------------------- | ----------------------------------------------------- | ----------------------------------------------------- | ----------------------------------------------------- | ----------------------------------------------------- |
|                                                       | Partido Popular (PP)                                  | 380                                                   | 50,93 %                                               | 5                                                     |
|                                                       | Izquierda Unida (IU)                                  | 228                                                   | 30,56 %                                               | 3                                                     |
|                                                       | Partido Socialista Obrero Español (PSOE)              | 126                                                   | 16,89 %                                               | 1                                                     |
|                                                       | Vox (VOX)                                             | 10                                                    | 1,34 %                                                | 0                                                     |

## Comunicaciones

### Carreteras
Las principales vías del municipio son:
| Identificador | Denominación                                   | Itinerario                       |
| ------------- | ---------------------------------------------- | -------------------------------- |
| A-403         | Carretera de Alcalá la Real a A-44             | Alcalá la Real - Dehesas Viejas  |
| GR-3420       | Del Puente de Colomera a Benalúa de las Villas | Colomera - Benalúa de las Villas |

Algunas distancias entre Benalúa de las Villas y otras ciudades:
| Ciudades | Distancia (km) |
| -------- | -------------- |
| Iznalloz | 24             |
| Granada  | 55             |
| Jaén     | 57             |
| Almería  | 167            |

## Servicios

### Educación
El único centro educativo que hay en el municipio es:
| Denominación genérica                    | Nombre del centro  | Naturaleza | Dirección    |
| ---------------------------------------- | ------------------ | ---------- | ------------ |
| Colegio de educación infantil y primaria | CEIP San Sebastián | Público    | C/ Paseo, 48 |

## Cultura

### Fiestas
Aunque la festividad oficial del patrón de Benalúa de las Villas, San Sebastián, sigue teniendo su reflejo religioso en los actos litúrgicos del 20 de enero, desde hace años los festejos populares se han trasladado al último fin de semana de julio. El programa de festejos contiene el pregón (noche del jueves), el desfile de gigantes y cabezudos, pasacalles, conciertos y las esperadas competiciones deportivas. En ellas se quema el toro de chispas (o toro chispas), acto que consiste en que un mozo porte una armadura llena de cohetes y petardos. Cabe destacar la gran paellada —característica del Levante peninsular— que se hace para todos los vecinos y visitantes.
A finales de abril se procesiona a la Virgen de la Cabeza.

### Gastronomía
Lo más destacado de la gastronomía de Benalúa de las Villas es el aceite de oliva con Denominación de Origen Montes de Granada. Pero son importantes también platos como las gachas, las migas o las patatas guisadas y delicias como los roscos de huevo, los milesios y las cerezas en aguardiente o en almíbar.

## Hermanamiento
- Bir Lehlu, Sáhara Occidental